# Piedicorte-di-Gaggio
 Piedicorte-di-Gaggio  là một xã ở tỉnh Haute-Corse trên đảo Corse, Pháp. Xã này có diện tích 27,25 km², dân số năm 1999 là 127 người. Khu vực này có độ cao 740 mét trên mực nước biển.